# Castello dei Ventimiglia (Alcamo)
Il castello dei Ventimiglia (o castello di Bonifato) è un antico castello a quattro torri fatto edificare alla fine del XIV secolo dalla famiglia dei Ventimiglia sulla cima del Monte Bonifato (a toccare alla Riserva naturale Bosco di Alcamo), presso la città di Alcamo.

## Storia
Enrico Ventimiglia, conte di Alcamo, figlio di Guarnieri Ventimiglia al quale succedette, dichiarò di avere fatto erigere il castello sul monte Bonifato come protezione da eventuali attacchi. Secondo diverse interpretazioni, il castello risalirebbe invece ad un'epoca anteriore.
Il castello fu distrutto nel 1243 per ordine di Federico II di Svevia, per essere riedificato prima del 1391 a proprie spese dalla famiglia Ventimiglia. È documentato però che nel 1340 il castello di Bonifato fu assegnato da Federico III di Sicilia al conte di Caltabellotta Raimondo Peralta..
Nel 1779 le rovine del castello vennero inserite nel Plano di conservazione dei Beni Culturali della Sicilia da Gabriele Lancillotto Castello, principe di Torremuzza.

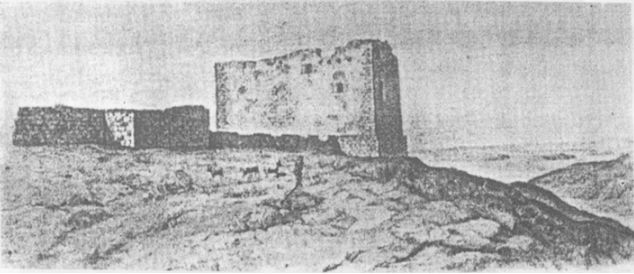
Rovine del Castello Ventimiglia in una rappresentazione del principe di Torremuzza (1779).

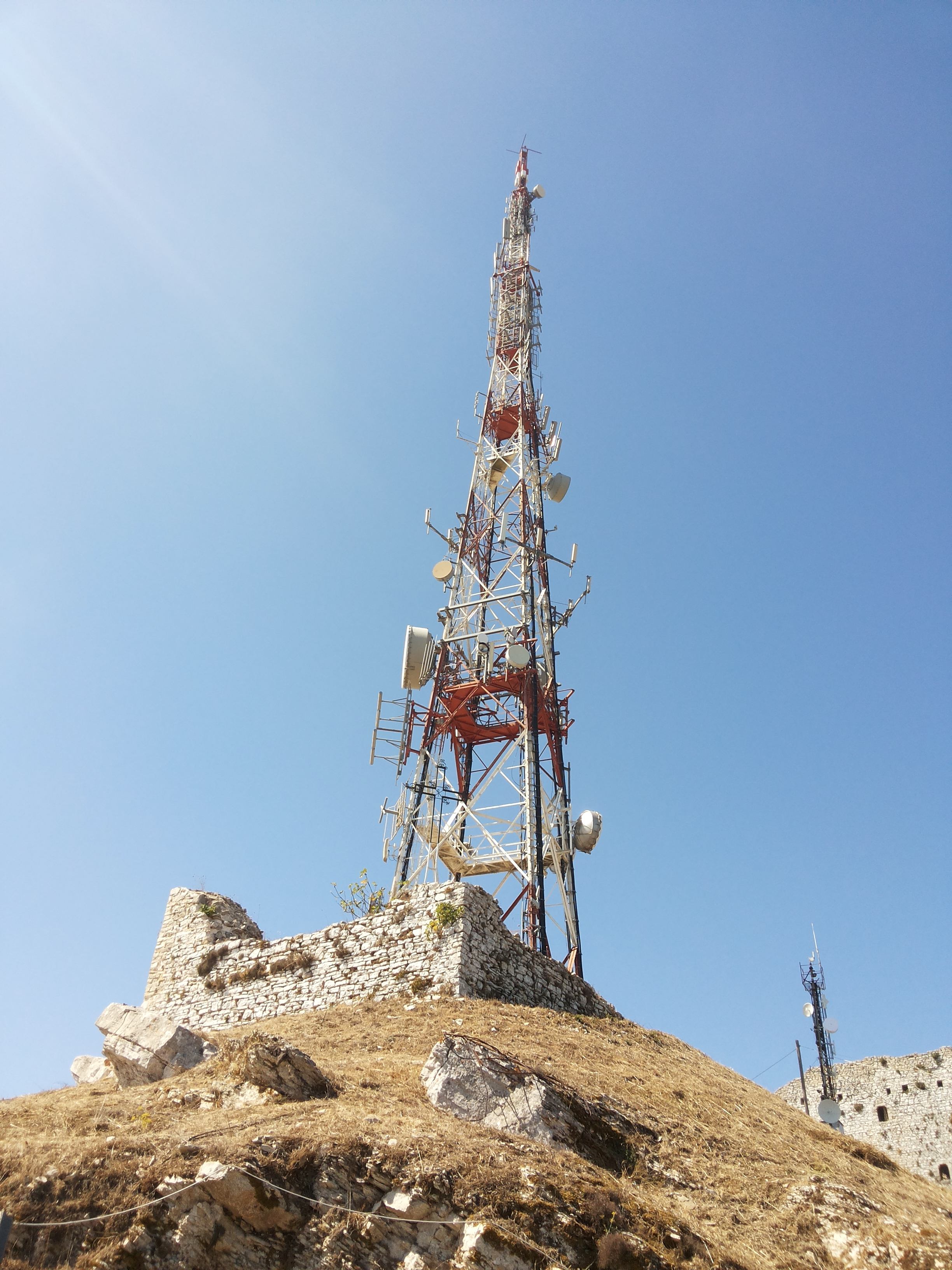
L'antenna trasmittente installata sulle rovine del castello dei Ventimiglia di Alcamo.

In epoca moderna, le rovine del castello sono state ulteriormente deturpate dall'installazione di un'antenna radiotelevisiva, che è stata posizionata al centro delle mura del castello, modificando profondamente l'aspetto della zona.

## Descrizione
Il castello in origine presentava quattro torri ed una pianta a forma di trapezio rettangolo. L'unica torre rimasta è il mastio o Torre maestram (chiamata impropriamente "torre saracena"), che in origine era alta tre piani e vi si accedeva tramite una scala mobile in legno al primo piano. Tale torre è posizionata a nord-ovest e presentava pianta rettangolare e mura spesse 2,2 m. Essa era la torre più importante del castello, in quanto grazie alla sua imponenza e posizione svolgeva la funzione di punto di avvistamento strategico, in modo da controllare la strada che conduce al castello, fino alla porta di ingresso, che era collocata sul lato a sud-ovest.
Al suo interno, la torre maestra comprendeva quattro piani:
- al piano terra si trovava la cisterna per la raccolta delle acque piovane e le prigioni;[6]
- al primo piano si trovano due stanze con soffitto a volta, di cui una dotata di camino;[6]
- al secondo piano si trovavano altre due stanze con soffitto in legno;[6]
- al terzo piano si trovava una stanza in cui venivano accesi fuochi per le segnalazioni;[6] il soffitto era probabilmente in pietra.[6]

Si racconta che anticamente il castello dei Ventimiglia aveva anche un tunnel sotterraneo che portava fino a quello di Calatubo.

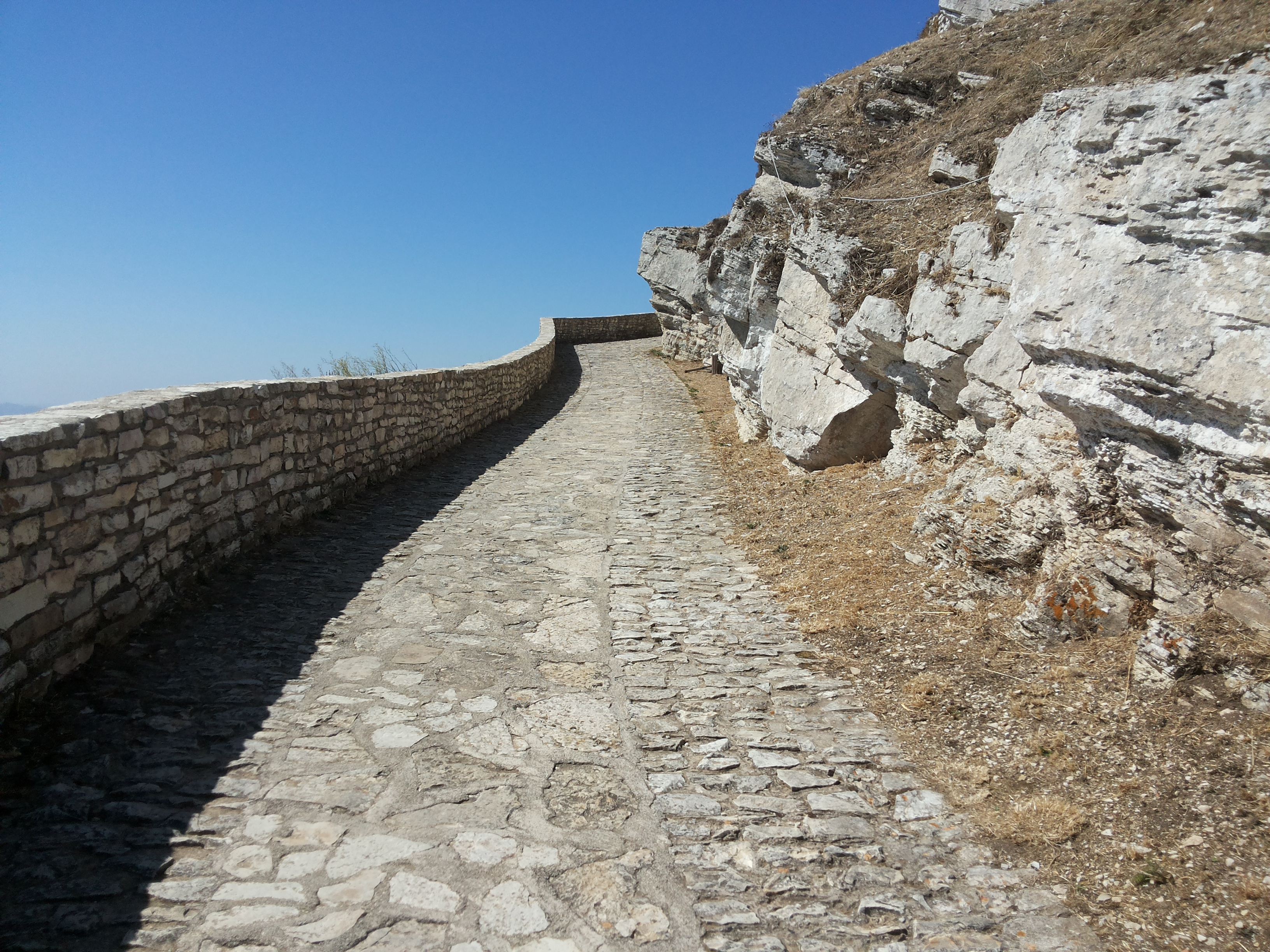
Il sentiero che conduce al castello
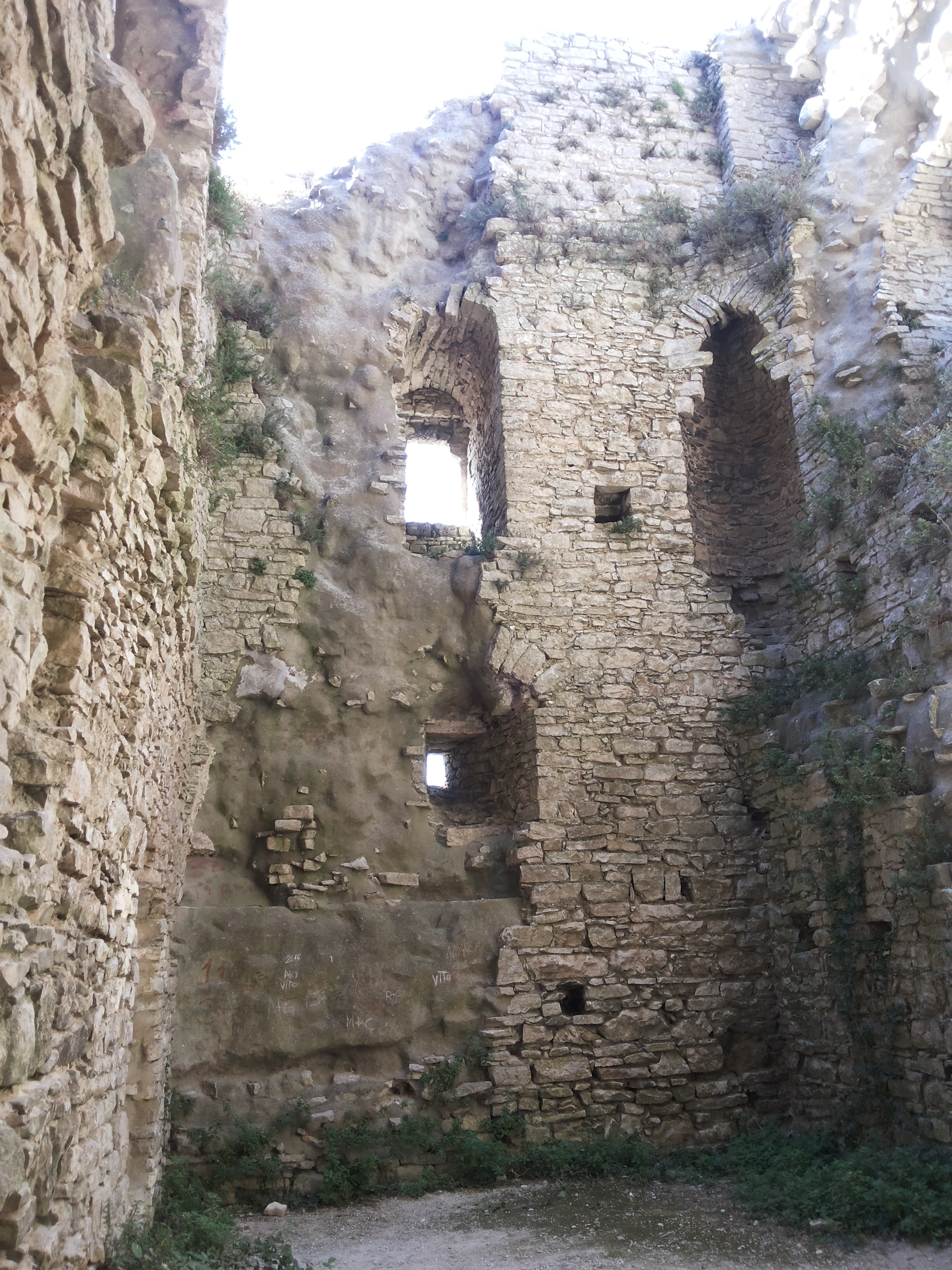
Vista interna della torre maestra
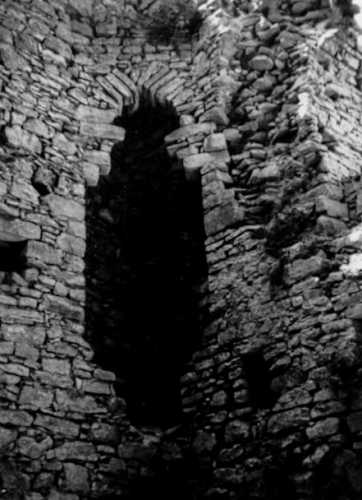
Camino all'interno della torre maestra
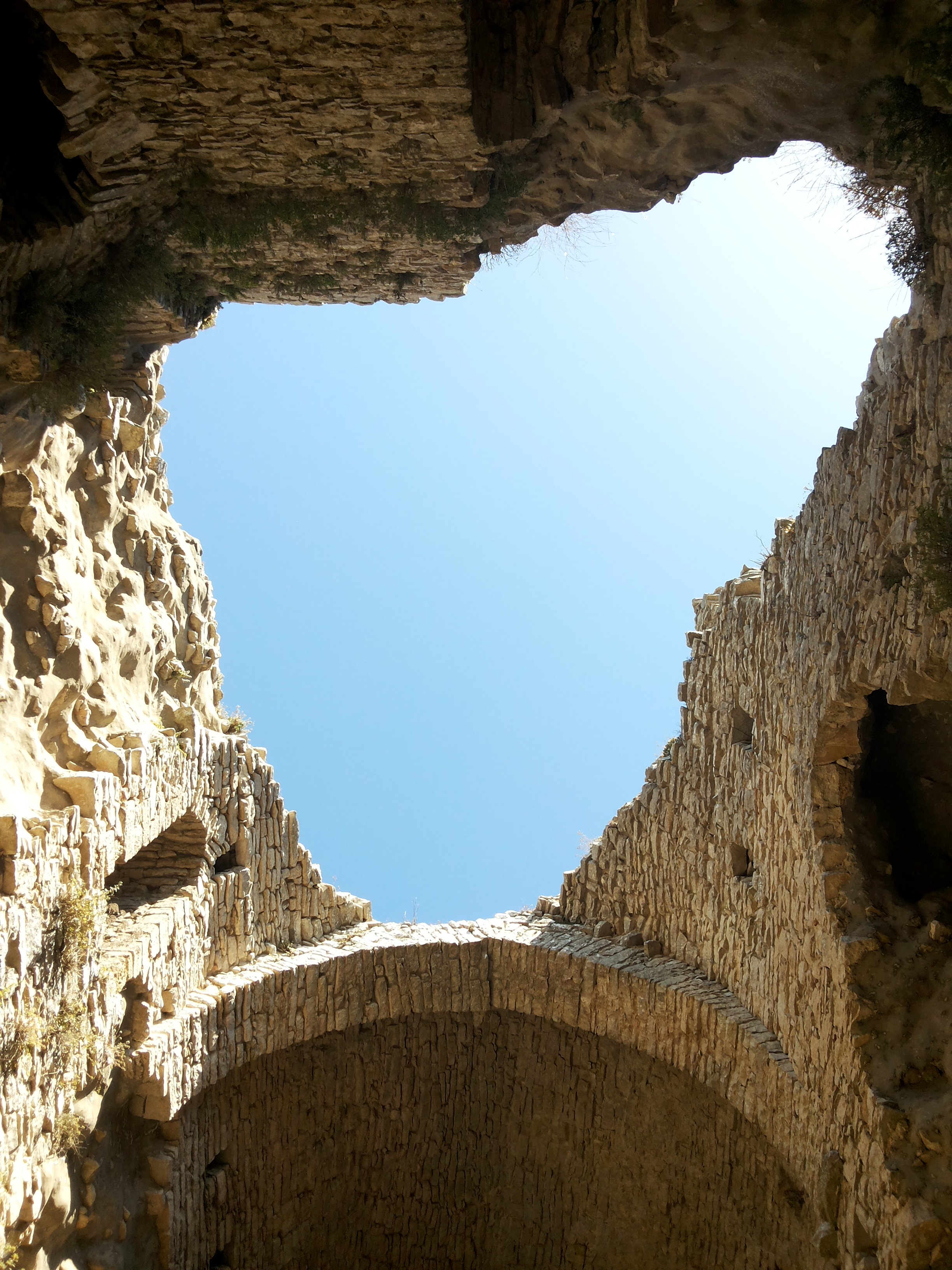
Apertura creata dal crollo del soffitto della torre maestra
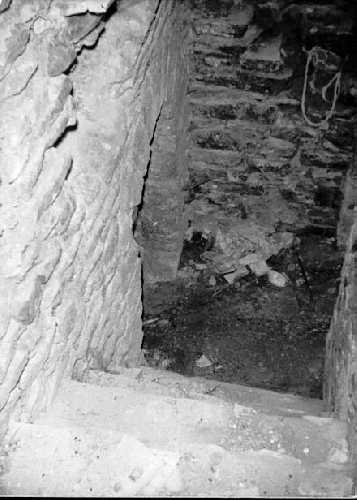
Accesso alle prigioni
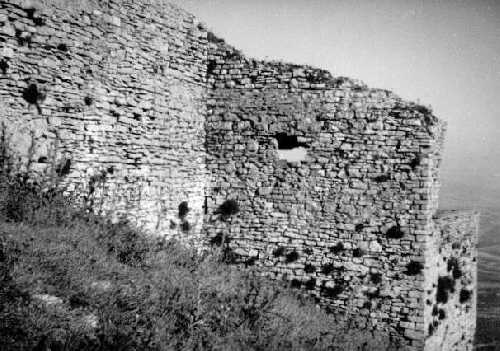
Tratto delle mura occidentali e la torre di sud-ovest
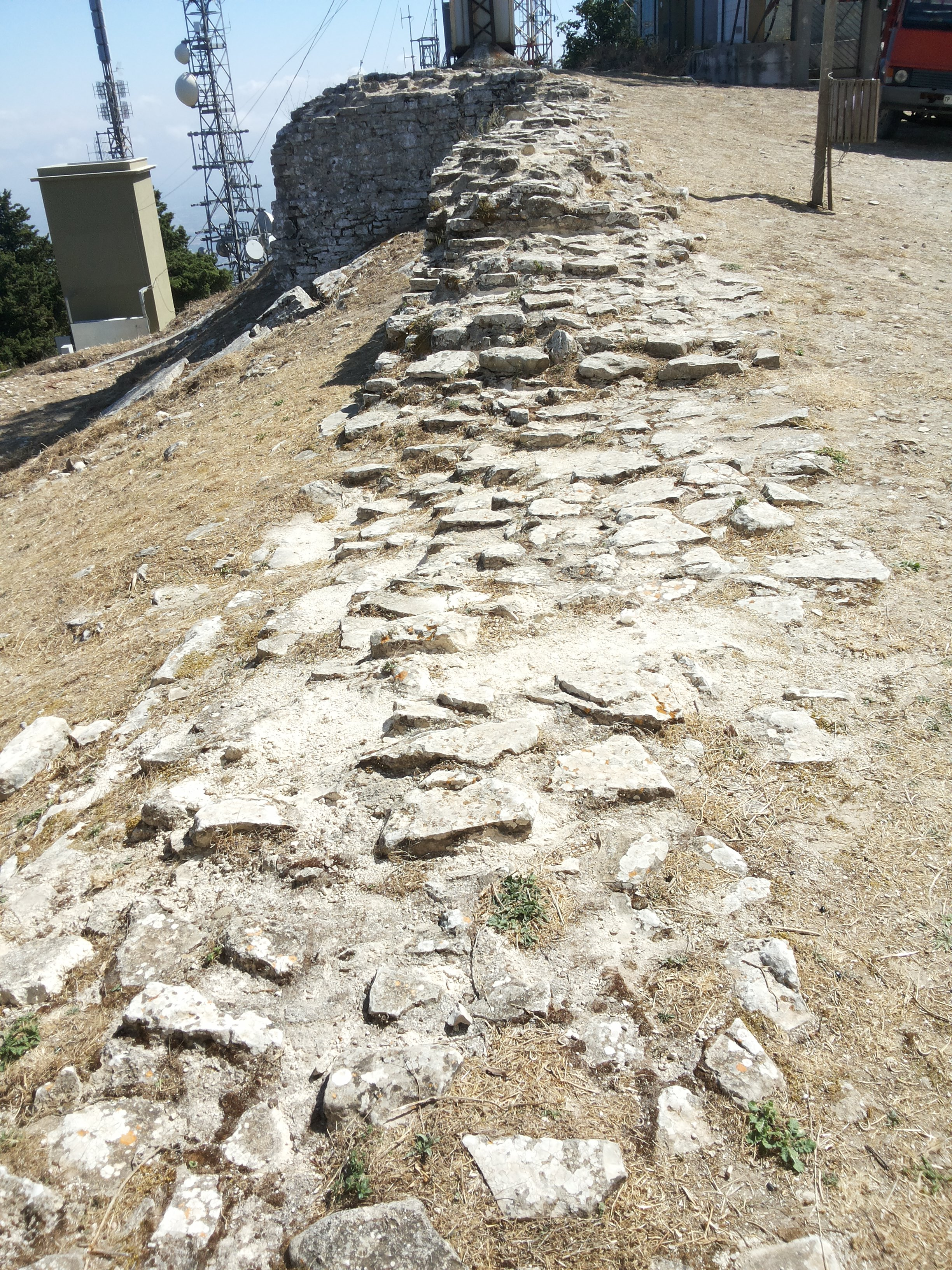
Resti di alcune mura perimetrali